# Espectro (álbum)
Espectro é o sexto álbum de estúdio da banda Violeta de Outono, lançado em maio de 2012, cinco anos após o trabalho anterior, Volume 7.

## Faixas
| N.º | Título                      | Duração |  |
| 1.  | "Formas-Pensamento"         | 8:54    |  |
| 2.  | "Montanhas Da Mente"        | 5:14    |  |
| 3.  | "Dia Azul"                  | 5:25    |  |
| 4.  | "Ondas Leves"               | 7:38    |  |
| 5.  | "Claro Escuro"              | 5:05    |  |
| 6.  | "Algum Lugar"               | 4:13    |  |
| 7.  | "Anos-Luz (Manito's Dream)" | 4:47    |  |
| 8.  | "Espectro"                  | 1:10    |  |
| 9.  | "Solstício"                 | 6:30    |  |
| 10. | "News From Heaven"          | 9:26    |  |

## Créditos

### Violeta de Outono
- Fabio Golfetti – guitarra / vocal
- Gabriel Costa – baixo
- Fernando Cardoso – órgão Hammond / piano / synth
- José Luiz Dinóla – bateria

### Convidados
- Fred Barley – bateria (Faixa 10)
- Gabriel Golfetti – Ocarina (Faixa 3)

1. ↑  «Espectro». Violeta de Outono (em inglês). 21 de abril de 2016. Consultado em 22 de agosto de 2019